# Escola Secundária Amani
A Escola Secundária Amani (alemão: Amani–Oberrealschule) é uma escola em Cabul, Afeganistão, fundada em 1924 e, desde aquela época até o ano de 1985, recebeu apoio financeiro da Alemanha, apoio este que auxiliou no fornecimento de equipe. Com a queda do regime Taliban, os prédios foram saqueados e parcialmente destruídos, porém foram reconstruídos, outra vez com apoio alemão, no ano de 2002. Uma cerimônia para celebrar o retorno da educação em território afegão foi feita na própria escola, com a presença do líder interino afegão Hamid Karzai.